# Duarte Félix da Costa
Duarte Maria de Ortigão Ramos Félix da Costa (Cascais, 31 mei 1985) is een Portugees autocoureur. Hij is de oudere broer van eveneens autocoureur António Félix da Costa.

## Carrière

### Eenzitters
Félix da Costa begon zijn autosportcarrière in het karting en maakte in 2004 de overstap naar het formuleracing. Hij reed dat jaar in de Formule BMW UK, waar hij twee jaar reed voor het team Carlin Motorsport, met een 13e en een 10e plaats in het kampioenschap als resultaten. Hij ging in 2006 rijden in de Formule Renault 2.0 NEC (waar zijn broer won in 2009) en de Eurocup Formule Renault 2.0.

### Touringcars en GT
Félix da Costa behaalde geen overwinning in drie jaar eenzitters, dus stapte hij in 2007 over naar de Spaanse Seat Leon Supercopa, waar hij het kampioenschap als negende eindigde. Hij ging in 2008 rijden in de Seat Leon Eurocup, waar hij ook als negende eindigde. Zijn prestaties op Motorsport Arena Oschersleben waren genoeg om een gastoptreden te winnen in het WTCC voor het team SUNRED Engineering in de Italiaanse race op Autodromo Nazionale Monza. In de eerste race viel hij uit, in de tweede race eindigde hij als twintigste. In 2009 rijdt Félix da Costa in het Portugese Toerwagen Kampioenschap en in de International GT Open. Hij neemt ook deel aan de European Touring Car Cup in Braga voor het BTCC-team Bamboo Engineering, in een Chevrolet Lacetti naast de reguliere Bamboo-coureur Harry Vaulkhard.